# Argument (anàlisi complexa)

L'argument del punt, expressant mitjançant la lletra grega φ.

En matemàtiques, l'argument (arg) és una funció present en nombres complexos (visualitzada en el pla complex). Proporciona l'angle entre la línia que uneix el punt a l'origen de coordenades i l'eix real, mostrat com a φ en la figura, conegut com l'argument del punt.

## Definició

Dues eleccions per a l'argument φ

Un argument del nombre complex z = x + iy, denotat arg z, es pot definir de dues maneres equivalents:
1. Geomètricament, en el pla complex, com l'angle φ comprès entre el semieix real positiu i el vector que representa z. El valor numèric ve donat per l'angle en radians i és positiu si es mesura en sentit antihorari.
2. Algebraicament, com qualsevol quantitat real φ tal que

{\displaystyle z=r(\cos \varphi +i\sin \varphi )}
per a algun real positiu r. Hom diu que la quantitat r és el mòdul de z, denotat per |z|:
{\displaystyle r={\sqrt {x^{2}+y^{2}}}.}
Els noms amplitud per al mòdul i fase per a l'argument també es poden fer servir de manera equivalent.
Amb qualsevol de les dues definicions, es pot veure que l'argument de qualsevol nombre complex (diferent de zero) té molts valors possibles: en primer lloc, com a angle geomètric, és clar que les rotacions de circumferències completes no canvien el punt, de tal manera que els angles que difereixen d'un múltiple enter de 2π radians (una circumferència completa) tenen el mateix valor. De manera similar, a partir de la periodicitat de les funcions sin i cos, la segona definició també té aquesta propietat.

## Valor principal

El valor principal Arg del punt blau a 1 + i és π/4. La línia vermella és el punt de ramificació i correspon a les dues línies vermelles de la figura següent que estan situades una per sobre de l'altra.

Com que una rotació completa al voltant de 0 deixa invariant un nombre complex, hi ha moltes eleccions possibles per a φ, voltant a l'origen qualsevol nombre de vegades. Això es mostra en la figura adjunta, una representació de la funció multivaluada, on una recta vertical talla la superfície a les altures que representen totes les possibles eleccions de l'angle per aquell punt.
Quan es necessita una funció ben definida, llavors l'elecció habitual és el valor principal, que correspon al valor dins l'interval (−π rad, π rad], és a dir, des de −π fins a π radians, excloent el valor −π rad (equivalentment, de -180 a +180 graus, excloent el valor −180°). Això representa l'angle llevat d'una semicircumferència des del semieix positiu real en qualsevol sentit.
Alguns autors defineixen el rang del valor principal dins l'interval [0, 2π).

### Notació
De vegades, el valor principal es representa amb la inicial majúscula, com en Arg z, especialment quan també s'està considerant una versió general de l'argument. Notem que la notació pot variar, de tal manera que en alguns textos es poden intercanviar arg i Arg.
El conjunt de tots els valors possibles de l'argument es pot escriure en termes de Arg com:
{\displaystyle \arg z=\{\operatorname {Arg} z+2\pi n\;|\;n\in \mathbb {Z} \}.}

## Espai revestiment

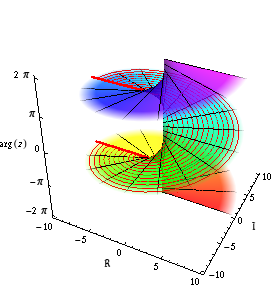
Els argument del pla complex estan dibuixats seguint l'eix vertical. arg mesura l'angle dels punts. Les línies radials indiquen aquells punts que estan a sobre de la superfície i, per tant, tenen un angle constant amb l'eix real. L'estructura mostra que cada punt té un nombre infinit d'arguments, cadascun corresponent a una intersecció entre una recta vertical que passa pel punt i que intersecta la superfície. L'engraellat vermell indica la part de la superfície corresponent al valor principal.

En situacions informals, pot ser que arg no estigui ben definit, per exemple arg z(t), on z depèn d'un paràmetre t pot canviar en una magnitud de 2π cada vegada que z dona una volta entorn de l'origen. Aquesta idea es pot precisar més, considerant que z(t) no està definida en el pla complex, sinó en un espai revestiment. Les coordenades polars excloent l'origen i amb un angle no restringit proveeixen un tal espai revestiment; en aquest cas, arg està definit com
{\displaystyle {\begin{aligned}\arg :\mathbb {R} ^{+}\smallsetminus \{0\}\times \mathbb {R} &\to \mathbb {R} \\(r,\,\varphi )&\mapsto \varphi .\end{aligned}}}
L'espai revestiment és equivalent al pla complex foradat:
{\displaystyle \mathbb {C} \smallsetminus \{0\}}
i té com a espai base el producte d'un radi positiu diferent de zero i un angle sobre la circumferència unitat:
{\displaystyle \mathbb {R} ^{+}\smallsetminus \{0\}\times \mathbb {S} ^{1}.}
El valor principal Arg envia llavors l'espai revestiment d'aquesta representació a l'interval (−π, π]:
{\displaystyle {\begin{aligned}\operatorname {Arg} :\mathbb {R} ^{+}\smallsetminus \{0\}\times \mathbb {R} &\to \left(-\pi ,\,\pi \right]\\(r,\,\varphi )&\mapsto \varphi .\end{aligned}}}

## Càlcul
El valor principal Arg d'un nombre complex donat en la forma x + iy normalment es pot calcular mitjançant les llibreries de molts llenguatges de programació, emprant la funció atan2 o una de similar. El valor de atan2(y, x) és el valor principal dins del rang (−π, π].
Molts textos diuen que el valor ve donat per arctan(y/x), ja que y/x és el pendent, i arctan converteix el pendent en l'angle. Això és correcte només quan x > 0, de tal manera que el quocient està definit i l'angle està entre −π/2 i π/2, però no és tant freqüent trobar com s'ha de tractar el casl en què x no sigui positiu. Més específicament, hom pot definir el valor principal de l'argument de manera separada en els dos semiplans x > 0 i x < 0 (separats en dos quadrants si es vol un punt de ramificació en el semieix negatiu de les x), y > 0, y < 0, i després unint-los convenientment.
{\displaystyle \operatorname {Arg} (x+iy)=\operatorname {atan2} (y,\,x)={\begin{cases}\arctan({\frac {y}{x}})&{\text{si }}x>0,\\\arctan({\frac {y}{x}})+\pi &{\text{si }}x<0{\text{ i }}y\geq 0,\\\arctan({\frac {y}{x}})-\pi &{\text{si }}x<0{\text{ i }}y<0,\\+{\frac {\pi }{2}}&{\text{si }}x=0{\text{ i }}y>0,\\-{\frac {\pi }{2}}&{\text{si }}x=0{\text{ i }}y<0,\\{\text{indefinit}}&{\text{si }}x=0{\text{ i }}y=0.\end{cases}}}
Per la variant en què Arg estigui definit en l'interval [0, 2π), hom pot trobar el valor afegint 2π al valor obtingut anteriorment quan és negatiu.
Una manera alternativa de calcular el valor principal de manera uniforme és emprar la fórmula de la tangent de l'angle meitat, i llavors definim la funció sobre el pla complex però excloent l'origen:
{\displaystyle \operatorname {Arg} (x+iy)={\begin{cases}2\arctan {\biggl (}{\frac {y}{{\sqrt {x^{2}+y^{2}}}+x}}{\biggr )}&{\text{si }}x>0{\text{ o }}y\neq 0,\\\pi &{\text{si }}x<0{\text{ i }}y=0,\\{\text{indefinit}}&{\text{si }}x=0{\text{ i }}y=0.\end{cases}}}
Això està basat en una parametrizació de la circumferència (excepte el semieix negatiu de les x) per funcions racionals. Aquesta versió de Arg no és suficientment estable per a càlculs en coma flotant (especialment al voltant de la regió x < 0, y = 0), però es pot emprar en càlcul simbòlic.
Una variant d'aquesta última fórmula que evita el problema anterior és aquesta, que de vegades s'usa en computacions amb alta precisió:
{\displaystyle \operatorname {Arg} (x+iy)={\begin{cases}2\arctan {\biggl (}{\frac {{\sqrt {x^{2}+y^{2}}}-x}{y}}{\biggr )}&{\text{si }}y\neq 0,\\0&{\text{si }}x>0{\text{ i }}y=0,\\\pi &{\text{si }}x<0{\text{ i }}y=0,\\{\text{indefinit}}&{\text{si }}x=0{\text{ i }}y=0.\end{cases}}}

## Identitats
Una de les principals motivacions per definir el valor principal Arg és poder escriure els nombres complexos en la forma mòdul-argument. Així, per a qualsevol nombre complex z,
{\displaystyle z=\left|z\right|e^{i\operatorname {Arg} z}.}
Això només és vàlid si z no és 0, però es pot acceptar que sigui vàlid també en aquest cas si es considera que Arg(0) sigui una forma indeterminada en comptes d'estar indefinit.
Si z1 i z₂ són dos nombres complexos no nuls, llavors
{\displaystyle \operatorname {Arg} (z_{1}z_{2})\equiv \operatorname {Arg} (z_{1})+\operatorname {Arg} (z_{2}){\pmod {(-\pi ,\pi ]}},}
{\displaystyle \operatorname {Arg} {\biggl (}{\frac {z_{1}}{z_{2}}}{\biggr )}\equiv \operatorname {Arg} (z_{1})-\operatorname {Arg} (z_{2}){\pmod {(-\pi ,\pi ]}}.}
Si z ≠ 0 i n és qualsevol enter, llavors
{\displaystyle \operatorname {Arg} \left(z^{n}\right)\equiv n\operatorname {Arg} (z){\pmod {(-\pi ,\pi ]}}.}

### Exemple
{\displaystyle \operatorname {Arg} {\biggl (}{\frac {-1-i}{i}}{\biggr )}=\operatorname {Arg} (-1-i)-\operatorname {Arg} (i)=-{\frac {3\pi }{4}}-{\frac {\pi }{2}}=-{\frac {5\pi }{4}}={\frac {3\pi }{4}}{\pmod {(-\pi ,\pi ]}}.}